# Northumberland sugárút
A Northumberland sugárút (angolul: Northumberland Avenue) London egyik sugárútja, mely nyugatról a Trafalgar tértől keletre, a Victoria Embankmentbe fut. A sugárút a Northumberland House helyén épült, mely Northumberland hercegeinek, a Percy családnak a londoni otthona volt, ám a Metropolitan Board of Works nyomására a herceg 1874-ben eladta az épületet, s lebontották azt.
A Brit Kormány több minisztériumi szerve található a Northumerland sugárúton, köztük a Környezetvédelmi, Élelmiszerügyi és Vidékfejlesztési Minisztérium (DEFRA). A Védelmi Minisztérium és Légügyi Minisztérium korábban az itt található háromszög alakú Metropole Hotelban (ma Corinthia Hotel) székelt. Itt található továbbá a Nigériai Nagykövetség valamint a London School of Economics egyik kollégiuma is.

## Története
1608-1609-ben Northampton grófja építtette a Northumberland House-t Charing Crossnál, a St. Mary Rounceval Kórház és Kápolna egykori birtokának keleti részére. Ez egy hatalmas területen álló ház volt nagy kerttel, területe egészen a Temzéig lefutott, s nyugatról szomszédos volt a Great Scotland Yard-dal. A házat némi kár érte a Wilkes-féle választási zavargásokban, de a herceg megmentette ingatlanát, a közeli Ship Ale House megnyitásával, amelyikbe felhívta a lázadókat. 
A Metropolitan Board of Works a Temze partjának megnyitása érdekében a ház helyére utat akart nyitni. A northumberlandi herceg igencsak vonakodott áldását adni az üzletre, hiszen mint mondotta ősei két és fél évszázada itt éltek, az épület London egyik szimbóluma, s talán a legrégibb rezidencia, amit a városi tanács mégis le akar bontatni. Végül 1873-ban megegyezett a vételárról a tanáccsal, s 1874 júniusában 500.000 fontért a Metropolitan Board of Works megvette a herceg egész ingatlanát, hogy megépíthessék helyén a Northumberland sugárutat.
A Northumberland sugárúton volt Thomas Edison brit székhelye, az Edison House.